# 양 목에 방울 달기
《양 목에 방울 달기》(영어: Bellwether)는 코니 윌리스의 1996년 장편소설이다. 사회학자와 혼돈 이론 학자 두 명을 주인공으로 '혐오'를 탐구하는 소설이다. 1997년 네뷸러상에 노미네이트되었다. 대한민국에는 아작에서 2016년 이수현 번역으로 출간되었다.

## 작품 소개
이 책은 유행의 작동원리를 찾는 사람들에 관한 이야기다. 1920년대 미국의 단발머리 유행의 기원을 찾는 사회학자 샌드라와, 정보 확산에 관한 혼돈 이론을 연구하는 생물학자 베넷이 만나서 유행의 근원과 유행이 퍼져 나가는 방식을, 혐오 유행의 혼돈 속에서 찾는다. 소설 속에서 유행하는 혐오는 ‘흡연 혐오’이지만, 그 대상이 무엇인지는 사실 중요하지 않다. 그리고 시시때때로, 아니 이야기가 전개되는 내내 주인공은 혐오스러운 상품의 유행, 그리고 혐오 유행에 절망하고, 과학적 연구보다는 ‘문서 작업’을 지나치게 좋아하는 회사 ‘하이텍’의 만행에 분노한다. 그렇지만 결코 주인공은 유행에 대한 이해를, 결국 인간에 대한 이해를 포기하지 않는다. 혐오 유행이라는, 사람들의 최악의 면을 마주하고 서 있으면서도, 작가는 그 일이 가져올 결과를 알기에 끝내 포기할 수가 없는 것이다. 이처럼 코니 윌리스는 메카시즘이란 이념적 광풍과 흡연에 대한 사람들의 반감을 ‘혐오 유행’이란 틀 안에서 함께 설명한다.

## 등장인물
- 샌드라 포스터(Dr. Sandra Foster)
- 베넷 오라일리(Bennett O'Reilly)